# Private Division
Private Division è un'azienda statunitense editrice di videogiochi, con sede a New York. Nacque da un'idea di Michael Worosz di Take-Two Interactive, la filiale è stata fondata da Worosz e Allen Murray e fu ufficialmente annunciata il 14 dicembre 2017. Private Division è la terza etichetta editoriale di Take-Two Interactive, dopo Rockstar Games e 2K. Inoltre l'azienda finanza e pubblica i videogiochi indie, sviluppati da studi di piccole o medie dimensioni.  Di fatto, detiene alcuni prodotti videoludici come Kerbal Space Program, sviluppato da Squad e precedentemente acquisito da Take-Two Interactive, oltre a pubblicare i titoli attuali e futuri di Obsidian Entertainment, The Outsiders, Panache Digital Games e V1 Interactive.
Oltre agli uffici nel quartier generale di Take-Two a New York, Private Division ha uffici anche a Seattle, Las Vegas e Monaco di Baviera.

## Storia
Il precedente modello editoriale di Take-Two era focalizzato sulle sue due etichette, Rockstar Games per i videogiochi d'azione-avventura come la serie di Grand Theft Auto, mentre 2K che comprende rispettivamente 2K Games e 2K Sports per diversi generi di giochi. Tutti questi videogiochi sono stati sviluppati principalmente attraverso studi di sviluppo interni o da studi grandi di terze parti, come Firaxis Games per la serie di Civilization oppure Gearbox Software per la serie di Borderlands.
Take-Two fondò Private Division come nuova etichetta editoriale per aiutare gli studi più piccoli e indipendenti. L'etichetta fornisce finanziamenti e la pubblicazione per i videogiochi tripla-I, quali ad esempio, Hellblade: Senua's Sacrifice di Ninja Theory, oppure videogiochi indie creati da nuovi e piccoli studi. La formazione di Private Division è stata guidata da Michael Worosz, capo responsabile dello sviluppo aziendale e dell'editoria indipendente di Take-Two. Lo stesso Worosz, valutava i possibili videogiochi da pubblicare sotto il nome di Take-Two, nonostante avesse trovato un certo numero di studi di medie dimensioni fondati da sviluppatori che già avevano avuto esperienza con lo sviluppo di videogiochi tripla-A, voleva creare giochi meno ambiziosi. Worosz apprese che tali studi faticavano con i finanziamenti, in quanto non rientravano nei tipi di studi supportati da editori di giochi indie come Devolver Digital, inoltre i loro progetti erano troppo grandi per essere sostenuti attraverso l'autofinanziamento o il crowdfunding. Circa due anni e mezzo prima dell'annuncio dell'etichetta, Worosz propose l'idea di Private Division all'Amministratore delegato di Take Two, Strauss Zelnick, cha ha dato successivamente il via libera per la creazione dell'etichetta, venne assunto anche Allen Murray alla fine del 2015 per gestire la produzione, iniziare a reclutare gli sviluppatori e formare il proprio team e infrastruttura. L'etichetta aiuta nel processo di sviluppo e lavora con lo sviluppatore per creare una timeline e i vari obbiettivi da raggiungere del progetto, inoltre lo assisterà anche durante la pubblicazione e la distribuzione dei giochi quando completati, ma non si impossesserà della proprietà intellettuale degli sviluppatori.
Con la formazione dell'etichetta editoriale avvenuta il 14 dicembre 2017, Take-Two annunciò i quattro videogiochi in via di pubblicazione: The Outer Worlds di Obsidian Entertainment, Darkborn (originariamente con il titolo di lavorazione Project Wight) di The Outsiders, Disintegration di V1 Interactive e Ancestors: The Humankind Odyssey di Panache Digital Games. In aggiunta, Kerbal Space Program, è stato acquisito da Take-Two, la quale sarà ripubblicato sotto l'etichetta di Private Division. Nel caso di Darkborn, nel 2018, Private Division e The Outsiders decisero di prendere due strade separate, con Private Division che affermò di aver continuato a sostenere gli sviluppatori per diversi mesi dopo la fine del contratto.
A febbraio 2020, Take-Two fondò Intercept Games, uno studio interno a Private Division situato a Seattle per lo sviluppo di Kerbal Space Program 2, affiancati dagli sviluppatori di Uber Entertainment, inoltre Jeremy Ables e Nate Simpson si unirono al nuovo studio.
A luglio 2020, Private Division annunciò alcuni contratti editoriali con Moon Studios, League of Geeks e Roll7 per titoli non ancora annunciati. A novembre 2021, Private Division ha acquisito Roll7.

## Videogiochi pubblicati
| Anno | Titolo                                 | Sviluppatori                       | Piattaforme                                                 |
| ---- | -------------------------------------- | ---------------------------------- | ----------------------------------------------------------- |
| 2018 | Kerbal Space Program: Enhanced Edition | BlitWorks, Squad                   | PlayStation 4, Xbox One                                     |
| 2018 | Kerbal Space Program: Making History   | Squad                              | Microsoft Windows, Linux, macOS                             |
| 2019 | Ancestors: The Humankind Odyssey       | Panache Digital Games              | Microsoft Windows, PlayStation 4, Xbox One                  |
| 2019 | Kerbal Space Program: Breaking Ground  | Squad                              | Microsoft Windows, Linux, macOS                             |
| 2019 | The Outer Worlds                       | Obsidian Entertainment             | Microsoft Windows, PlayStation 4, Xbox One, Nintendo Switch |
| 2020 | Disintegration                         | V1 Interactive                     | Microsoft Windows, PlayStation 4, Xbox One                  |
| 2020 | Kerbal Space Program 2                 | Star Theory Games, Intercept Games | Microsoft Windows, PlayStation 4, Xbox One                  |